# Либански рат 1982.
Операција Мир за Галилеју је назив за акцију којом је Израел 6. јуна 1982. извршио инвазију на јужни Либан како би из њега истерао ПЛО. Против Израелске војске борили су се ПЛО, Сирија и Амал. Либански рат 1982. такође се назива и Први либански рат (у односу на Либански рат 2006).

## Позадина
Након почетка Арапско-израелског рата 1948. око 110.000 палестинских избеглица побегло је у Либан, одакле је почео и деловати ПЛО коју је Израел оптуживао да од тамо планира и врши терористичке нападе на његову територију. 1976. либанске хришћанске вође су позвале сиријску војску да помогне у борбама у Либану против палестинских милитаната за време грађанског рата. 11. марта 1978. неколико припадника Фатаха је из Либана преко мора упало на једну израелску плажу, отело аутобус пун цивила и усмерило га према Тел Авиву. Након пуцњаве погинуло је 35 људи на што је израелски министар Менахем Бегин наредио војсци да отера ПЛО из југа Либана. Израелска војска је упала у јужни део Либана, али је та војна операција прекинута у јуну 1978. на притисак САД. У Либан су дошле трупе УНФИЛ-а како би осигурале мир, но инциденти на граници са Израелом су се наставили. 6. јуна 1982. влада Израела дала је зелено светло за инвазију јужног Либана као одговор на покушај убиства њеног амбасадора Шлома Аргова у Уједињеном Краљевству од Фатаха те због бомбардовања од ПЛО-а на северу Израела.
Осим ракетирања са стране палестинских група, Израел је тврдио да се ПЛО мора да отера из Либана одакле је могао планирати атентате. Још један разлог је била противтежа на могући утицај и доминацију Сирије на либански грађански рат како би се успоставила стабилна либанска хришћанска влада која би имала боље везе са јеврејском државом. Бивши шеф израелске војне обавештајне службе је касније изјавио да је инвазија на Либан била грешка и да је претња ПЛО-а из те државе била незнатна.

## Операција
4. и 5. јуна 1982. израелски авиони бомбардовали су палестинске избјегличке логоре и остале мете у јужном Либану и Бејруту те се убиле 45 и раниле 150 људи. ПЛО је одговорио лансирањем ракета на север Израела, на што је 6. јуна Израелска војска, на чијем челу је био Аријел Шарон, започела операцију Мир за Галилеју и извела инвазију на јужни Либан.
Израелски циљ био је отерати ПЛО-ове милитанте 40 километара на север Либана. Војни авиони су бомбардовали и онеспособили бејрутски аеродром а војници су за седам дана од почетка операције, стигли до Бејрута те почели опсаду града, бомбардујући га 10 недеља. Бејрут је био изолован са земље, ваздуха и мора, без довода хране и воде. Као резултат, убијени су и припадници ПЛО-а и обични цивили. И градови Тир и Сидон су такође били тешко оштећени. Израелци су уз то оборили 86 сиријских авиона изнад Либана (иако су и Сирија и Израел избегавали директну борбу) те уништили већину ПВО направа и тенкова. Јасер Арафат, вођа ПЛО-а, је на почетку говорио о борби до смрти, но касније је попримио компромисније ставове.

## Крај рата
23. августа 1982. хришћанин Башир Жемајил је изабран за председника Либана те је заговарао мир са јеврејском државом, али је погинуо у атентату месец дана касније. Како би се завршио конфликт, постигнут је договор да америчке, француске и италијанске мировне трупе пошаљу ПЛО-ове преживеле у околне арапске државе. Фаланге, хришћански милитанти, су, наводно заједно са Израелом, били одговорни за масакр код избјегличких логора Сабра и Шатила у западном Бејруту, узрокујући између 700 и 3.500 жртава. Израел пак тврди да је само држао логоре опкољене и послао хришћанске милитанте како би разоружали ПЛО, те да није знао што се догађа унутра. Уследиле су демонстрације у израелским градовима а као последица министар одбране Аријел Шарон је дао оставку. 17. маја 1983. двије државе су потписале споразум који је завршио стање рата, уз условљавање повлачења израелских војника истовремено са сиријским. Но Сирија се противила таквом плану па је Либан повукао мировни споразум и остао у непријатељским односима са Израелом.

## Последице
У рату је према проценама погинуло више од 17.000 Арапа и око 675 израелских војника. Израел се 1985. повукао из већег дела јужног Либана али се задржао на крајњем југу, наводно како би успоставио „сигурносну зону“, територију широко око 12 километара. Коначно се потпуно повукао тек 24. маја 2000, а од тада су израелски грађани изгубили илузију идеалних војних вођа. ПЛО је нестао и сместио се у Тунис, али се формирао Хезболах који је на југу државе наставио нападати израелске окупационе трупе. Либан је своју штету рата проценио на 2 милијарде долара.